# Wolfgang Becker (Poolbillardspieler)
Wolfgang Becker ist ein deutscher Poolbillardspieler.

## Karriere
Bei der Deutschen Meisterschaft 1984 wurde Wolfgang Becker im Finale gegen Andreas Mann Deutscher Meister im 8-Ball. Beim 8-Ball-Pokal erreichte er das Halbfinale. Bei der Europameisterschaft 1985 gewann er im 8-Ball die Bronzemedaille. 1988 erreichte er mit dem PBC Iserlohn das Finale des Deutschen 8-Ball-Mannschafts-Pokals.